# Amerikaanse daggekko's
Amerikaanse daggekko's (Gonatodes) zijn een geslacht van hagedissen die behoren tot de gekko's en de familie Sphaerodactylidae.

## Naam en indeling
De wetenschappelijke naam van de groep werd voor het eerst voorgesteld door Leopold Fitzinger in 1843. De hagedissen werden eerder aan andere geslachten toegekend, zoals Gymnodactylus en Goniodactylus. Er zijn 34 soorten, inclusief drie soorten die pas in 2020 voor het eerst wetenschappelijk zijn beschreven.

## Uiterlijke kenmerken
De soorten hebben geen spectaculaire aanpassingen als huidflappen of vreemde vormen, maar ze zijn bijzonder omdat dagactief zijn. Ze hebben bonte kleuren, zoals een knalgeel of -rood gekleurde kop (G. concinatus, G. albogularis, G. humeralis) of sterk afgetekende strepen (G. vittatus) of pauwoogvlekken (G. ocellatus). De bonte kleuren maken, in combinatie met het feit dat ze zich overdag niet verstoppen zoals de meeste gekko's, een aantal soorten populair in de dierenhandel.
Vanwege hun geringe lengte – de meeste soorten blijven rond de tien centimeter inclusief de staart – worden de verschillende soorten ook wel dwerggekko's genoemd, maar er zijn wel meer geslachten die deze naam dragen.

## Verspreiding en habitat
De hagedissen komen voor in delen van Zuid-Amerika en leven in de landen en deelgebieden Antillen (oa Aruba, Bonaire en Curaçao), Martinique, Peru, Hispaniola, Bolivia, Brazilië, Jamaica, Haïti, Cuba, Mexico, El Salvador, Costa Rica, Nicaragua, Panama, Guatemala, Ecuador, Belize, Honduras, Colombia, Venezuela, Guyana, Trinidad, Tobago en Margarita.
De habitat bestaat uit tropische en subtropische bossen, zowel in laaglanden als in bergstreken, droge tropische en subtropische bossen, droge tropische en subtropische scrublands en rotsige omgevingen. Ook in door de mens aangepaste streken zoals plantages, landelijke tuinen, weilanden, stedelijke gebieden en aangetaste bossen kunnen de hagedissen worden gevonden.

## Beschermingsstatus
Door de internationale natuurbeschermingsorganisatie IUCN is aan 30 soorten een beschermingsstatus toegewezen. Twintig soorten worden beschouwd als 'veilig' (Least Concern of LC), twee soorten als 'onzeker' (Data Deficient of DD), twee als 'kwetsbaar' (Vulnerable of VU) en twee als 'gevoelig' (Near Threatened of NT). Verder zijn er twee bekend als 'bedreigd' (Endangered of EN) en twee soorten staan te boek als 'ernstig bedreigd' (Critically Endangered of CR)..

## Soorten
Het geslacht omvat de volgende soorten, met de auteur en het verspreidingsgebied.
| Naam                                             | Auteur                                                                           | Verspreidingsgebied |
| ------------------------------------------------ | -------------------------------------------------------------------------------- | --- |
| Witkeeldaggekko (Gonatodes albogularis)          | Duméril & Bibron, 1836                                                           | Antillen, Martinique, Cuba, Hispaniola, Jamaica, Haïti, Mexico, El Salvador, Costa Rica, Nicaragua, Panama, Guatemala, Belize, Honduras, Colombia, Venezuela, geïntroduceerd in de Verenigde Staten (Florida). |
| Gonatodes alexandermendesi                       | Cole & Kok, 2006                                                                 | Guyana, Venezuela |
| Gonatodes annularis                              | Boulenger, 1887                                                                  | Antillen, Venezuela, Guyana, Suriname, Frans-Guyana, Brazilië |
| Gonatodes antillensis                            | Lidth De Jeude, 1887                                                             | Venezuela, Bonaire, Bonaire, Curaçao, Aruba |
| Gonatodes astralis                               | Schargel, Rivas, Makowsky, Señaris, Natera, Barros, Molina & Barrio-Amorós, 2010 | Venezuela |
| Gonatodes atricucullaris                         | Noble, 1921                                                                      | Peru |
| Gonatodes castanae                               | Carvajal-Cogollo, Equis-Aveñado, & Meza-Joya, 2020                               | Colombia |
| Gonatodes caudiscutatus                          | Günther, 1859                                                                    | Ecuador, Colombia, mogelijk in Peru, geïntroduceerd op de Galapagoseilanden. |
| Gonatodes ceciliae                               | Donoso-Barros, 1966                                                              | Venezuela, Trinidad |
| Gonatodes chucuri                                | Meneses-Pelayo & Ramirez, 2020                                                   | Colombia |
| Gonatodes concinnatus                            | O'Shaughnessy, 1881                                                              | Ecuador, Colombia, Venezuela, Peru, mogelijk in Brazilië |
| Gonatodes daudini                                | Powell & Henderson, 2005                                                         | Caraïben |
| Gonatodes eladioi                                | Do Nascimento, Ávila-Pires & da Cunha, 1987                                      | Brazilië |
| Gonatodes falconensis                            | Shreve, 1947                                                                     | Venezuela |
| Gonatodes hasemani                               | Griffin, 1917                                                                    | Bolivia, Peru, Brazilië |
| Gonatodes humeralis                              | Guichenot, 1855                                                                  | Trinidad, Frans-Guyana, Suriname, Ecuador, Guyana, Peru, Bolivia, Venezuela, Colombia, Brazilië |
| Gonatodes infernalis                             | Rivas & Schargel, 2008                                                           | Venezuela |
| Gonatodes lichenosus                             | Rojas-Runjaic, Infante-Rivero, Cabello & Velozo, 2010                            | Venezuela |
| Gonatodes ligiae                                 | Donoso-Barros, 1967                                                              | Venezuela |
| Gonatodes machelae                               | Rivero-Blanco & Schargel, 2020                                                   | Venezuela |
| Gonatodes nascimentoi                            | Sturaro & Ávila-Pires, 2011                                                      | Brazilië |
| Gonatodes naufragus                              | Rivas, Ugueto, Schargel, Barros, Velozo & Sánchez, 2013                          | Venezuela |
| Gonatodes ocellatus                              | Gray, 1831                                                                       | Tobago |
| Gonatodes petersi                                | Donoso-Barros, 1967                                                              | Venezuela |
| Gonatodes purpurogularis                         | Esqueda, 2004                                                                    | Venezuela |
| Gonatodes rayito                                 | Schargel, Rivas, García-Pérez, Rivero-Blanco, Chippindale & Fujita, 2017         | Venezuela |
| Gonatodes riveroi                                | Sturaro & Ávila-Pires, 2011                                                      | Colombia |
| Gonatodes rozei                                  | Rivero-Blanco & Schargel, 2012                                                   | Venezuela |
| Gonatodes seigliei                               | Donoso-Barros, 1966                                                              | Venezuela |
| Gonatodes superciliaris                          | Barrio-Amorós & Brewer-Carías, 2008                                              | Venezuela |
| Gonatodes taniae                                 | Roze, 1963                                                                       | Venezuela |
| Gonatodes tapajonicus                            | Rodrigues, 1980                                                                  | Brazilië |
| Gonatodes timidus                                | Kok, 2011                                                                        | Guyana |
| Gestreepte kogelvingergekko (Gonatodes vittatus) | Lichtenstein, 1856                                                               | Venezuela, Colombia, Guyana, Trinidad, Tobago, Aruba, Curaçao, Margarita |

Aristelliger · Chatogekko · Coleodactylus · Euleptes · Gonatodes · Lepidoblepharis · Pristurus · Pseudogonatodes · Quedenfeldtia · Saurodactylus · Sphaerodactylus · Teratoscincus